# Eric Williams (ur. 1984)
Eric Bernard Williams (ur. 26 marca 1984 we Frankfurcie nad Menem) – amerykański koszykarz, posiadający również bułgarskie obywatelstwo, występujący na pozycjach skrzydłowego oraz środkowego.
W 2002 wystąpił w meczu gwiazd amerykańskich szkół średnich - McDonald’s All-American.
W 2006 reprezentował w letniej lidze NBA w Orlando zespół New Jersey Nets (5 spotkań), natomiast rok później Phoenix Suns w Las Vegas (4 spotkania). W 2010 roku zaliczył obóz szkoleniowy z Portland Trail Blazers.
W 2015 podpisał umowę z rumuńskim Steaua CSM Bukareszt, nie rozegrał w nim żadnego spotkania sezonu zasadniczego, podobnie jak w 2010 kiedy związał się na bardzo krótki okres z New Basket Brindisi. 20 października 2015 roku został zawodnikiem MKS Dąbrowy Górniczej.
12 listopada 2016 zawarł kontrakt ze szwajcarskim zespołem Lugano Tigers.

## Osiągnięcia
Na podstawie, o ile nie zaznaczono inaczej.
NCAA
- Uczestnik rozgrywek:
  - Sweet 16 turnieju NCAA (2004)
  - II rundy turnieju NCAA (2002–2005)
- Mistrz sezonu regularnego konferencji Atlantic Coast (ACC – 2003)
- Zaliczony do:
  - II składu:
    - ACC (2005)
    - turnieju ACC (2006)

  - III składu ACC (2006)
  - Honorable Mention All-America (2005 przez AP)
  - USBWA All-District Team (2005)
- 2-krotny Zawodnik Tygodnia ACC (22.12.2003, 31.01.2005)
- Zawodnik Tygodnia NCAA według:
  - ESPN.com (22.12.2003)
  - College Insider (22.12.2003)
- 2-krotny lider konferencji ACC w skuteczności rzutów z gry (2005, 2006)[1]

Drużynowe
- Mistrz Kazachstanu (2012)
- Zdobywca Pucharu:
  - Włoch (2008)
  - Kazachstanu (2012)
- Uczestnik rozgrywek:
  - Euroligi (2008/09)
  - Eurocup (2010/11, 2014/15)